# Алчин (Красноперекопский район)
Алчи́н (укр. Алчин, крымскотат. Alçın, Алчын) — исчезнувшее село в Красноперекопском районе Республики Крым, располагавшееся на востоке района, на восточном берегу южного лимана Кирлеутского озера, примерно в 1,5 км к западу от современного села Новоалександровка.

## История
Первое документальное упоминание села встречается в Камеральном Описании Крыма… 1784 года, судя по которому, в последний период Крымского ханства Алчик входил в Кырп Баул кадылык Перекопского каймаканства.
После присоединения Крыма к России (8) 19 апреля 1783 года, (8) 19 февраля 1784 года, именным указом Екатерины II сенату, на территории бывшего Крымского Ханства была образована Таврическая область и деревня была приписана к Перекопскому уезду. После Павловских реформ, с 1796 по 1802 год, входила в Перекопский уезд Новороссийской губернии. По новому административному делению, после создания 8 (20) октября 1802 года Таврической губернии, Алчин был включён в состав Джанайской волости Перекопского уезда.
По Ведомости о всех селениях в Перекопском уезде состоящих с показанием в которой волости сколько числом дворов и душ… от 21 октября 1805 года в деревне Алчин числилось 53 двора и 375 жителей крымских татар. На военно-топографической карте генерал-майора Мухина 1817 года деревня Алчин обозначена с 14 дворами. После реформы волостного деления 1829 года Алчин, согласно «Ведомости о казённых волостях Таврической губернии 1829 года», остался в составе Джанайской волости. На карте 1836 года в деревне 19 дворов Затем, видимо, вследствие эмиграции крымских татар в Турцию, деревня сильно опустела и на карте 1842 года Алчин обозначен условным знаком «малая деревня», то есть, менее 5 дворов.
После земской реформы Александра II 1860-х годов, деревню приписали к Ишуньской волости, но согласно «Памятной книжке Таврической губернии за 1867 год», деревня Алчин была покинута жителями в 1860—1864 годах, в результате эмиграции крымских татар, особенно массовой после Крымской войны 1853—1856 годов, в Турцию и оставалась в развалинах. И, если на трёхверстовой карте 1865 года Алчин ещё обозначен, то уже в «Списке населённых мест Таврической губернии по сведениям 1864 года» деревня уже не записан, как и нет её на трёхверстовке с корректурой 1876 года.
Какая-то жизнь ненадолго возродилась в селении в конце XIX века.
После земской реформы 1890 года Алчин отнесли к Воинской волости.Согласно «…Памятной книжке Таврической губернии на 1892 год», в деревне Алчин, составлявшей Алчинское сельское общество, было 7 жителей, домохозяйств не имеющих. В дальнейшем в доступных источниках не встречается.